# Charles Eugène de Boisgelin
Pour les autres membres de la famille, voir Maison de Boisgelin.
Charles Eugène de Boisgelin, chevalier puis comte de Boisgelin et vicomte de Pléhédel, était un capitaine de vaisseau français né le 2 août 1726 au château de Boisgelin en Pléhédel, (Bretagne, actuelles Côtes-d'Armor) et mort le 27 octobre 1791 également à Pléhédel.

## Biographie
Charles Eugène de Boisgelin est le fils de René Joseph, seigneur de Boisgelin, et de Charlotte Suzanne des Nos, dame de La Feuillée.

### Un officier de la Marine royale
Après des études chez les Jésuites du collège de la Flèche, il entre dans la Marine royale le 1er janvier 1746 en tant que Garde marine. Il navigue successivement sur :
- le vaisseau le Trident (1746) à destination de l'Acadie mais qui devra rebrousser chemin ;
- la frégate la Sirène (1747 et 1748) que commandait M de Guichen à Saint-Domingue ;
- l'Emeraude (1749) au largue de l'Espagne et du Maroc ;
- la Junon (1750) qui alla à Lisbonne et croisa au large de Tunis ;

Il devient enseigne de vaisseau en 1751.
Il navigue alors sur :
- l'Emeraude (1751 et 1752) à Saint Domingue ;
- la gabarre Marie Magdeleine (173), navire école ;
- la frégate l'Anémone (1755 et 1756) jusqu'à Cayenne et la Martinique ;

Il commande en 1756 les batteries de la rivière de Morlaix et celle de Tréguier.
Puis reprend la mer sur l'Alcyon (fin 1756 et début 1757). Il est promu capitaine de frégate en 1757 et navigue alors sur le Formidable, navire amiral d'une escadre de 11 navires, à destination du Canada (1757) ;
En 1759, il commande la frégate Brune (1749) qui navigue dans le golfe de Gascogne et assiste impuissant, à la défaite des Cardinaux. Il navigue ensuite sur la Défense et sur le Diadène puis mène une dernière campagne en 1762, sur l'Eveillé commandé par M De Montreil, dans la division de M de Ternay, à destination de Saint-Pierre et de Terre-Neuve.  
Il devient capitaine de frégate en 1764 et se retire de la Marine en 1765. Le grade de capitaine de frégate ayant été supprimé plus tard, il termine ses jours en tant que capitaine de vaisseau.

### La vie civile
Il perd son frère, René Gabriel, brigadier colonel du régiment de Béarn en 1764 et devient ainsi chef de sa branche, comte de Boisgelin et vicomte de Pléhédel.  
Le 10 février 1755, à Rennes, il épouse Catherine Fleuriot de Langle.
1765 est l'année de son remariage avec Sainte de Boisgelin de Cucé, fille de Renaud Gabriel de Boisgelin, marquis de Cucé, président à mortier au Parlement de Bretagne, baron de la Roche Bernard, représentant de la branche cadette de la famille et de Jeanne Françoise Marie du Roscoët. L'épouse a pour frères Jean de Dieu-Raymond de Boisgelin de Cucé, futur archevêque et académicien et Louis Bruno de Boisgelin de Cucé plusieurs fois président de la noblesse aux États de Bretagne. Charles Eugène de Boisgelin, gouverneur de Saint-Brieuc jusqu'en 1789, préside l'ordre de la noblesse aux États de Bretagne de 1779, pendant une absence de son beau-frère Louis Bruno.